# Buguey
Buguey (Bayan ng Buguey) är en kommun i Filippinerna. Kommunen ligger på ön Luzon, och tillhör provinsen Cagayan. Folkmängden uppgår till 26 401 invånare.

## Barangayer
Buguey är indelat i 30 barangayer.
| - Ballang - Balza - Cabaritan - Calamegatan - Centro (Pob.) - Centro West - Dalaya - Fula - Leron - Antiporda - Maddalero - Mala Este - Mala Weste - Minanga Este - Paddaya Este | - Pattao - Quinawegan - Remebella - San Isidro - Santa Isabel - Santa Maria - Tabbac - Villa Cielo - Alucao Weste (San Lorenzo) - Minanga Weste - Paddaya Weste - San Juan - San Vicente - Villa Gracia - Villa Leonora |